# Wide Receiver

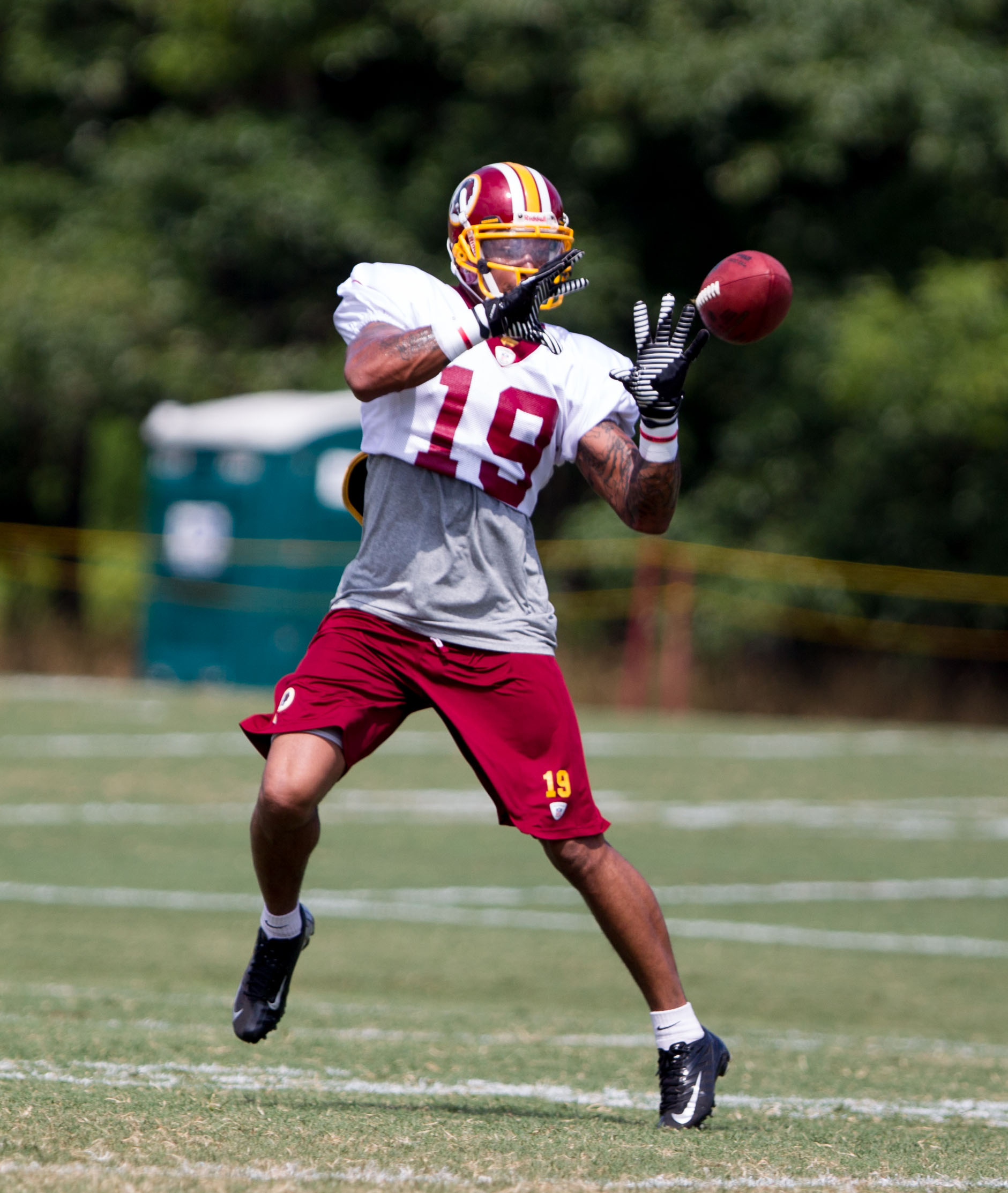
Ein Wide Receiver beim Passfang

Der Wide Receiver (WR), seltener Wideout, ist eine Position im American Football, Canadian Football und Arena Football. Seine Hauptaufgabe ist das Passempfangen vom Quarterback oder einem anderen Passgeber. Früher wurde der Wide Receiver auch als End bezeichnet.

## Geschichte
Football war anfangs ein sehr lauflastiger Sport. Erst Ende der 1920er Jahre wurde das Passspiel populärer. Bei den wenigen Passversuchen seit der Einführung des Vorwärtspasses 1906 wurden vor allem die Ends, die äußersten Spieler an der Line of Scrimmage, angeworfen. Diese waren große und leichtere Spieler, deren Hauptaufgabe es war, in der Offense bei Läufen nach außen zu blocken und in der Defense Läufe über außen zu verhindern. Mit der Abschaffung des One-Platoon-Systems nach dem Zweiten Weltkrieg, wodurch ein Spieler nicht mehr sowohl in der Offense als auch in der Defense spielen musste, entwickelten sich die Offensive Ends und die Defensive Ends unterschiedlich. Es folgte die Aufteilung der Ends in Tight Ends und Flanker. Aus dem Flanker entwickelte sich der heutige Wide Receiver, der sich nicht durch ein standardisiertes Körperschema auszeichnet, sondern vor allem durch Schnelligkeit und Fangsicherheit. Trotz dieser Entwicklung blieb der Wide Receiver relativ unbedeutend. Zwischen 1974 und 1986 führte nur zwei Mal ein Wide Receiver die National Football League (NFL) in gefangenen Pässen an. Eine Reihe von Regeländerungen ließen das Passspiel jedoch attraktiver werden. In der Folge stieg auch die Bedeutung der Wide Receiver. Seit 1987 gelang es nur einem Nicht-Wide-Receiver, die NFL in Passfängen anzuführen (Tony Gonzalez, 2004).

## Aufgabe

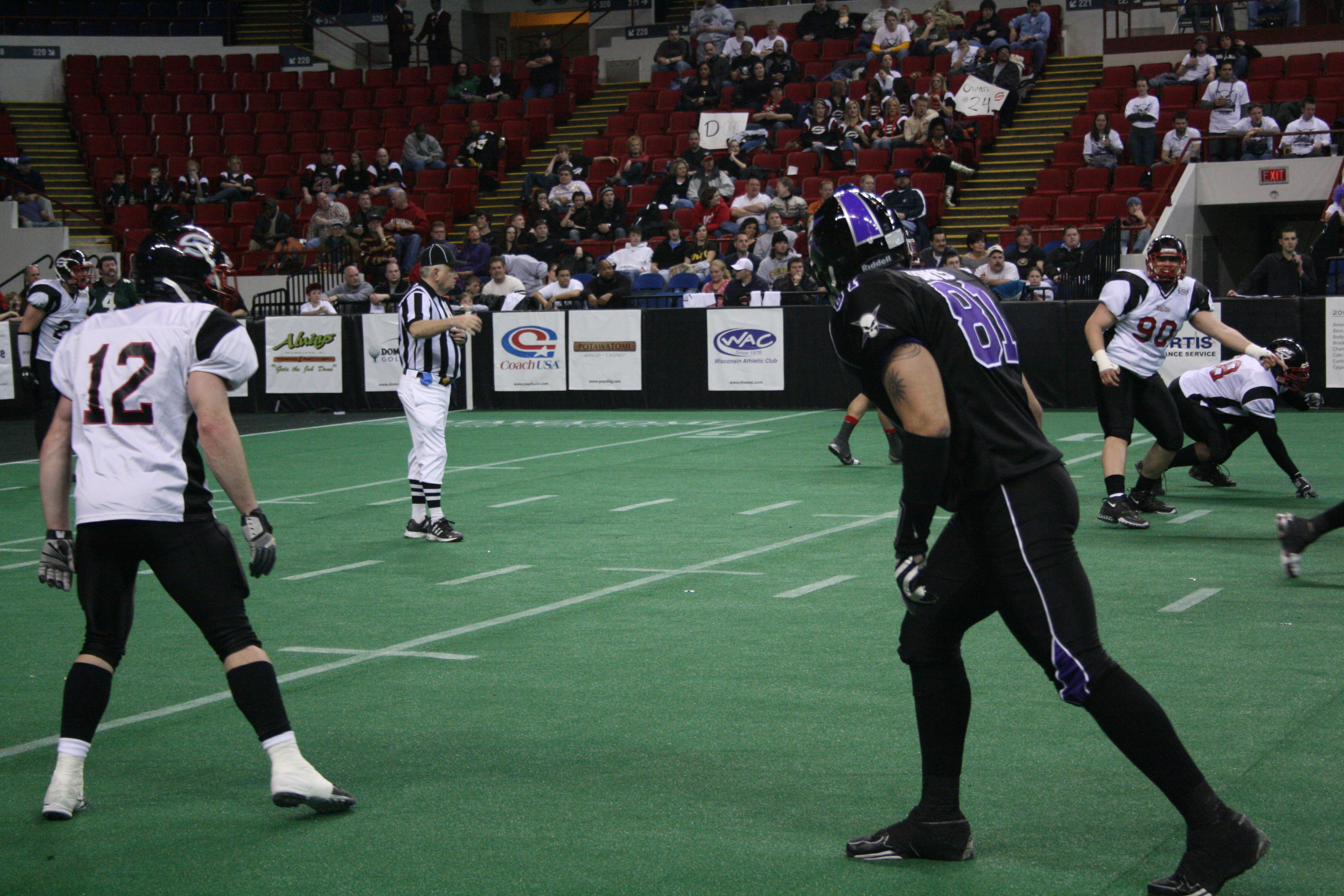
Ein Wide Receiver im korrekten Stand. Er richtet seinen Blick zum Center, um den Zeitpunkt des Snaps zu erkennen und so einen False Start zu vermeiden.

Um möglichst schnell beschleunigen zu können, stellt sich ein Receiver in einer typischen Stellung auf. Dabei sind die Füße etwa schulterbreit auseinander und ein Fuß wie bei einem Startblock nach hinten versetzt. Zudem ist sein Oberkörper leicht nach vorne gebeugt.
Nach dem Snap des Centers zum Quarterback läuft ein Wide Receiver die Passroute des Spielzugs, der im Huddle angesagt wurde. Eine Ausnahme davon bildet die Run-and-Shoot-Offense, bei der es keine vorher festgelegten Passrouten gibt. Hierbei liest der Wide Receiver den Verteidiger und reagiert auf dessen Aktionen mit bestimmten, vorher festgelegten, Passrouten. Da dies sowohl vom Receiver, als auch vom Quarterback dieselbe Reaktion erfordert, ist dieses Verfahren jedoch sehr fehleranfällig, weshalb es nach einer kurzen Phase der Popularität in den 1990ern nur mehr sehr selten verwendet wird. Da sich der Receiver vom Verteidiger absetzen will, versucht er auch, seine Passroute zu verschleiern. Er versucht daher seine Absicht durch den Einsatz von Richtungs- und Tempowechseln zu verbergen. Der Moment des Richtungswechsels wird als Cut oder Stem bezeichnet.
Der Quarterback versucht nun, mit einem zielgenauen Pass dem Receiver den Ball in den Lauf zu werfen. Der Receiver soll beim Fang immer den Ball im Auge behalten und sich erst nach erfolgreichem Fang über die sich nähernden Verteidiger Gedanken machen. Zudem sollte der Wide Receiver beim Passfang die Finger gespreizt haben. Ist der Pass auf Brusthöhe oder höher, so sollten beide Daumen nach innen zeigen und die Hände einen Trichter bilden. Ist der Wurf tiefer, so sollten die Daumen nach außen zeigen. Der Receiver muss den Ball unter Kontrolle bringen, bevor der Ball den Boden berührt. Er darf den Ball nur innerhalb des Feldes fangen. Das bedeutet, dass der Receiver, um den Ball nach Regeln vollständig zu fangen, die Kontrolle über den Ball erlangen muss, während er noch mit einem Körperteil innerhalb des Spielfeldes den Boden berührt, z. B. mit dem Fuß. In der National Football League (NFL) sind die Regeln noch schärfer, denn hier muss der Spieler mit beiden Füßen im Spielfeld sein, damit ein Catch als Completion (dt. vervollständigter Pass) gegeben wird.
Zu Beginn eines Spielzuges muss ein Receiver die Defense lesen, was unterschiedliche Reaktionen zur Folge hat. Erkennt er eine Manndeckung, so muss er ständig in Bewegung bleiben, um sich Distanz zum Verteidiger zu verschaffen, während er bei einer Raumdeckung die Zonen zwischen den Verteidigern aufsucht und dort gegebenenfalls auch verharren kann.
Zu den Aufgaben eines Wide Receivers gehört auch das Blocken. Dabei versucht er, Gegenspieler vom Ballträger fernzuhalten. Dies geschieht sowohl bei Laufspielzügen als auch bei Passspielzügen, vor allem Screens.

## Positionen

Die Wide-Receiver-Positionen

Wide Receiver werden unterteilt in Split End, Flanker(back), Wingback und Slotback. Es handelt sich hierbei um Unterteilungen nach der räumlichen Position zu Beginn des Spielzuges. Der Slotback steht dabei neben Guard und Tackle und hinter der Line of Scrimmage. Der Split End dagegen steht an der Line of Scrimmage und zwischen ihm und dem Tackle befindet sich eine räumliche Distanz, er steht also geteilt („Split“) von der Offensive Line. Befindet sich der Spieler an der Line of Scrimmage und eng („tight“) neben dem Tackle, sprach man früher vom Tight End, aus dem sich jedoch eine eigene Position entwickelte. Ein Receiver, der neben Tackle und Tight End hinter der Line of Scrimmage steht, wird Wingback genannt. Steht ein Receiver hinter der Line of Scrimmage aber mit einer deutlich räumlichen Distanz zum Tight End, so wird der Spieler als Flanker(back) bezeichnet. Da die präzisen Positionsbeschreibungen auf Außenstehende verwirrend wirken, werden sie heutzutage kaum noch verwendet.

## Eigenschaften
Ein guter Receiver zeichnet sich sowohl durch seine Fähigkeit aus, Bälle sicher zu fangen und keine „Drops“ bzw. Fumbles (fallengelassene Bälle) zuzulassen, als auch durch seine Sprungkraft und seine Schnelligkeit. Zudem ist ein hohes Spielverständnis, eine gute Hand-Augen-Koordination und die Fähigkeit zum schnellen Richtungswechsel vorteilhaft. Receiver sollten auch gut blocken können.

## Rückennummern
Ein Wide Receiver muss eine bestimmte Rückennummer tragen, um passempfangsberechtigt zu sein. Die Nummern 50–79 dürfen keinen legalen Vorwärtspass fangen, daher muss ein Receiver eine Nummer aus den Bereichen 1–49 oder 80–99 tragen. Falls die Liga es erlaubt, kann auch die Null oder Doppelnull getragen werden. In der NFL wurden den Positionen 1973 bestimmte Trikotnummern zugewiesen. Anfangs durften Wide Receiver nur Nummern zwischen 80 und 89 tragen. Seit 2004 war es ihnen zusätzlich erlaubt, Trikotnummern zwischen 10 und 19 zu tragen. Mit einer umfassenden Erweiterung und Vereinfachung des Systems der Rückennummern im Jahr 2021 dürfen Wide Receiver in der NFL nun sämtliche Nummern für legale Passempfänger (1–49 und 80–89) tragen.